# Lewis Macclesfield Heath
Sir Lewis Macclesfield Heath, britanski general, * 1885, † 1954.